# يو إف سي ليلة القتال: أنكالايف ضد ووكر 2
يو إف سي ليلة القتال: أنكالايف ضد ووكر 2 (بالإنجليزية: UFC Fight Night: Ankalaev vs. Walker 2)‏ يُعرف أيضًا باسم يو إف سي على إي إس بي إن+ 92 هو حدث لفنون القتال المختلطة نظمته يو إف سي، وأُقيم في 13 يناير 2024، في يو إف سي أبيكس في إنتربرايز، نيفادا، وهي جزء من منطقة لاس فيغاس الحضرية، الولايات المتحدة.

## الجوائز الإضافية
حصل المقاتلون التاليون على مكافآت قدرها 50 ألف دولار.
- قتال الليلة: لم يتم منح أي مكافأة.
- أداء الليلة: ماغوميد أنكالايف، جيم ميلر، برونو فيريرا، وماركوس ماكغي